# Junín (Táchira)
Junín is een gemeente in de Venezolaanse staat Táchira. De gemeente telt 95.000 inwoners. De hoofdplaats is Rubio.